# Docklands Light Railway
Docklands Light Railway er et fuldautomatisk minimetrosystem, der åbnede i 1987 for at servicere byudviklingen i Londons Docklands-område. Det dækker adskillige områder af London og strækker sig mod nord til Stratford, mod syd til Lewisham, mod vest til Tower Gateway og Bank i finansdistriktet City of London, og mod øst til Beckton, London City Airport og Woolwich Arsenal.
Den var Londons første automatiske regulære togbetjening. Systemet er dog ikke fuldstændigt ubemandet, da det betjenes af TfL-ansatte, som er lønnet lavere end lokomotivførere. Strejker blandt TfL-førerne påvirker ikke driften af DLR. Dette har ført til forslag om at fuldautomatisere resten af London Underground, hvilket også vil forøge driftskapaciteten.
DLR drives under koncession, udbudt af Transport for London til Serco Docklands Ltd, en del af Serco Group. Systemet ejes af DLR Limited, en del af London Rail-divisionen i Transport for London (TfL). I 2006 befordrede DLR over 60 millioner passagerer. Den er blevet forlænget adskillige gange og yderligere forlængelser planlægges. Selvom den ligner andre kollektive transportsystemer i London, så som London Underground, er DLR-tog ikke kompatible med Underground-netværket, Crossrail eller resten af Storbritanniens jernbanenetværk.

## Historie

### Oprindelse og udvikling
Havnene umiddelbart øst for London begyndte at gå tilbage i begyndelsen af 1960'erne, da fragt blev fyldt i containere. Åbningen af containerhavnen i Tilbury, længere mod øst i Essex, efterlod dem overflødige og i 1980 overtog den britiske regering kontrollen. London Undergrounds Jubilee line åbnede i 1979 fra Stanmore til Charing Cross som første etape af en forventet Tube-bane på tværs af byen, videre fra Charing Cross til Sydøstlondon. Selvom områder, som ved Ludgate Circus og Lewisham, var reserveret for anden etape, førte stigende omkostninger til projektets udskydelse på ubestemt tid i begyndelsen af 1980'erne.
London Docklands Development Corporation (LDDC), der havde brug for at skabe kollektiv transport til de tidligere havnearealer billigt for at stimulere fornyelsen, overvejede adskillige forslag og valgte et letbaneprogram, som benytter resterende havnebaneinfrastruktur til at forbinde West India Docks til Tower Hill, og som kører langs Great Eastern-banen ud af London til en nordlig endestation ved Stratford Station, hvor en ubenyttet tungeperron i den vestlige del af stationen gav mulighed for skifter med Central line og fjerntog. Stratford blev foretrukket frem for Mile End, som ville kræve sporvognskørsel i delt tracé hvilket var i strid med konceptet om en fuldautomatisk jernbane. Væksten, der bragtes til Docklands, muliggjorde at Jubilee line blev forlænget i 1999 til Østlondon af en mere sydlig rute end oprindeligt foreslået, gennem Surrey Quays/Docks, Canary Wharf og Greenwich-halvøen (der var det næste udviklingsområde) til Stratford.
Kontrakten for det oprindelige system blev tildelt G.E.C. Mowlem i 1984 og systemet blev anlagt gennem tre år fra 1985 til 1987 til en pris på £77 mio. Banen blev åbnet for offentligheden af Dronning Elizabeth 2. den 30. juli 1987, og passagerdrift begyndte 31. august samme år.

### Oprindelige system (1987–1990)
Det oprindelige system bestod af to ruter: en fra Tower Gateway til Island Gardens og den anden fra Stratford til Island Gardens. Det meste af sporet på disse baner er hævet (enten på ubenyttede jernbaneviadukter eller på nybyggede betonviadukter) med nogen brug af ubenyttede anlægsrettigheder til jernbane i terrænniveau, selvom banerne i de oprindelige planer for DLR var tænkt udelukkende at skulle være over jorden. Togene har altid været fuldautomatiske og kontrolleres ved computerdrift og har normalt ingen fører. En Passenger Service Agent (PSA) (oprindeligt omtalt som en Train Captain) på hvert tog er ansvarlig for at patruljere toget, kontrollere billetter, lave højtalerudkald og kontrollere dørene. PSA'er kan også overtage togkontrollen under visse omstændigheder, heriblandt nedbrud og nødsituationer.
Systemet var letvægtet med stationer designet for tog med en længde på kun et enkelt leddelt køretøj. De tre grene udgjorde 13 km rute, havde 15 stationer, og var forbundet i en flad trekantskrydsning nær Poplar. Tog kørte Tower Gateway-Island Gardens og Stratford-Island Gardens, så nordsiden af krydsningen blev kun benyttet for tog, der kørte til og fra depotet ved Poplar, ikke ved almindelig passagerdrift. De første stationer var primært i et fælles design og anlagt af standardkomponenter. Et karakteristika var et relativt kort halvcylindrisk blåt glashalvtag, der gav ly fra regnen. Alle stationer var overjordiske og var generelt ubemandet (stationer beliggende under jorden, som er anlagt i de senere forlængelser, blev påkrævet ved lov at være bemandede, hvis evakuering er nødvendig).

### Første etape af forlængelser (1991–1994)
Det oprindelige system havde lav kapacitet, mens Docklands-området meget hurtigt udviklede sig til et stort finansielt centrum og erhvervsområde, hvilket forøgede efterspørgslen på det spæde pendlernetværk. Særligt Tower Gateway, på kanten af City of London, modtog kritik for sine dårlige forbindelser. Denne kom delvist fordi systemet blev mere benyttet end forventet. Planer var fremkommet om at forlænge til Bank og til Beckton før systemet åbnede for offentligheden. Som følge heraf blev alle stationer og tog forlænget til to togsæts længde, og systemet blev forlænget ind til hjertet af City of London til Bank Underground-station gennem en ny tunnel, som åbnede i 1991. Denne forlængelse divergerede fra det oprindelige vestlige gren, hvilket efterlod Tower Gateway Station på en stump. De oprindelige tog, som ikke var egnede til brug under jorden, blev overflødige (se sektionen Rullende materiel nedenfor).
Som Canary Wharf kontorkompleks voksede, blev Canary Wharf Station ombygget fra en lille station i vejkanten til en større en med seks perroner til at betjene tre spor, med et stort tag, fuldt integreret i shoppingcentrene under kontortårnene. Den oprindelige DLR-station blev aldrig fuldført og blev revet ned før banen officielt åbnede, selvom de automatiskdrevne tog fortsatte med at standse på dens beliggende.
Områderne i de østlige havneområder behøvede bedre transportforbindelser, for at fremme udviklingen, så en fjerde gren blev åbnet i 1994, fra Poplar til Beckton via knudepunktet Canning Town, beliggende langs nordsiden af Royal Docks-komplekset. Det blev først troet at den ville blive brugt for lidt, grundet den sparsomme udvikling. Adskillige forslag blev lavet for Blackwall-området. Som en del af denne forlængelse blev en side af den oprindeligt flade trekantskrydsning erstattet med et niveaufrit kryds vest for Poplar, og et nyt niveaufrit kryds blev bygget ved divergeringen af Stratford- og Beckton-banerne øst for Poplar. Poplar Station blev ombygget for at give cross-platform interchange mellem Stratford- og Beckton-banerne.

### Anden etape af forlængelser (1996–1999)
Tidligt i DLR-driften nedsatte Lewisham Bydelsråd en forundersøgelse for forlængelse af DLR under Themsen. Dette medførte at rådet anbefalede en forlængelse til Greenwich, Deptford og Lewisham. I begyndelsen blev DLR kritiseret af nogle eksperter som værende "det forkerte type system for Docklands' behov" sammenlignet med Underground-banen foreslået i 1980'erne. Operatørernes ambitioner blev dog bakket op af politikerne i parlamentet, inklusive den daværende Labour vicepremierminister John Prescott og Lord Whitty, og i 1996 begyndte anlægsarbejdet på banen som var blevet foreslået.
Den 3. december 1999 åbnede Lewisham-forlængelsen for offentligheden. Den forlader den oprindelige rute til Island Gardens syd for vigesporene ved Crossharbour, falder let til Mudchute, hvor en station i gadeniveau erstattede højbanestationen på den gamle London & Blackwall Railway-viadukt, og entrerer en tunnel følgende banen på viadukten og når en ny underjordisk station lige under terræn ved Island Gardens, med adgang via trapper. Banen krydser under Themsen til Cutty Sark, en station i centrum af Greenwich, og kommer efterfølgende i terræn ved fjernbanestationen Greenwich med cross-platform interchange mellem det nordgående DLR-spor og fjernbanen mod City. Efterfølgende snor banen sig på en betonviadukt til Deptford, Elverson Road Station i gadeniveau, nær Lewisham bymidte og ender ved to perroner mellem og under fjerntogsperronerne på Lewisham Station, som er nær byens shoppingcenter, med busstoppesteder lige udenfor stationen. Lewisham-forlængelsen viste sig hurtigt at være rentabel.

### Tredje etape af forlængelser og forbedringer (2004–2009)
Den næste række af udviklinger for DLR blev støttet i et femårigt investeringsprogram for kollektiv transport i London, som blev afsløret af Londons daværende borgmester Ken Livingstone den 12. oktober 2004. Den 2. december 2005 blev en ny østlig gren, langs ruten for den tidligere Eastern Counties and Thames Junction Railway på sydsiden af Royal Docks-komplekset, åbnet fra Canning Town til King George V via London City Airport.
En yderligere forlængelse fra King George V til Woolwich Arsenal åbnede 10. januar 2009, med endestationen anlagt ved eller nær det planlagte, kommende stop på Crossrail-banen til Abbey Wood via West India og Royal Docks, som blev finansieret ved et privat finansieringsinitiativ. Anlægget begyndte i juni 2005, samme måned som kontrakterne blev underskrevet, og tunnelerne var fuldendt den 23. juli 2007, og blev officielt åbnet af Borgmesteren i London Boris Johnson den 12. januar 2009. Efter færdiggørelsen blev dette projekt nomineret til Prime Minister's Better Public Building Award 2009.
Den oprindelige Tower Gateway Station blev lukket medio 2008 for en fuldstændig ombygning. De to endespor på hver side af en smal øperron blev erstattet af et enkelt spor mellem to perroner, en for ankommende passagerer og den anden for afgående. Stationen genåbnede den 2. marts 2009.
Som en del af en opgradering af systemet til trevognstog var en forstærkelse af Delta Junction nord for West India Quay nødvendig. Det blev besluttet at inkludere denne i en plan om yderligere niveauadskillelse ved denne kritiske udfletning, for at eliminere konflikten mellem tog til Stratford og fra Bank. Efter dette blev en ny køreplan med forbedrede frekvenser i myldretiderne indført. Den nye niveaufrie rute fra Bank til Canary Wharf benyttes kun i spidstimerne, da den undviger West India Quay Station. Arbejdet på dette projekt foregik samtidig med trevognsopgraderingsarbejderne og "flyunderen" og den forbedrede køreplan blev taget i brug 24. august 2009.

### Olympisk forlængelse (2011)
Udover stationsforlængelserne til tre vogne, som delvist var finansieret fra budgettet for OL 2012, blev en yderligere DLR-bane fra Canning Town til Stratford og videre til Stratford International åbnet. Denne blev bygget langs linjeføringen for den tidligere nationale North London Line, med en antal af yderligere, tættere beliggende stationer, og parallelt med London Undergrounds Jubilee line på store dele af strækningen. Som del af projektet blev en betydelig udfletning i flere niveauer bygget syd for Canning Town for at gøre togene fra både Bank/Poplar-retningen og også fra Stratford International-retningen i stand til at kunne køre til hvilken som helst af de østlige endestationer i Beckton og Woolwich Arsenal, og togbetjeningerne giver gennemgående forbindelser mellem alle disse punkter, dog med forskellige mønstre på forskellige tider af dagen. Åbningen af Stratford International-forlængelsen blev forsinket og åbnede endeligt i september 2011. Den giver en direkte forbindelse mellem to af de store olympiske lokaliteter, det primære stadion ved Stratford og Excel Centre ved siden af Custom House Station på Beckton-banen.

## Nuværende system

### Overblik
DLR er nu 31 km lang, med 45 stationer langs ruten. Der er seks grene: til Lewisham i syd, til Stratford og Stratford International i nord, til Beckton og til Woolwich Arsenal i øst, og til det centrale London i vest, til henholdsvis Bank og Tower Gateway. Selvom sporgeometrien tillader mange forskellige rutekombinationer køres for tiden normalt følgende seks betjeninger:
- Stratford til Lewisham
- Bank til Lewisham
- Bank til Woolwich Arsenal
- Tower Gateway til Beckton
- Stratford International til Woolwich Arsenal (kun i myldretiderne på hverdage)
- Stratford International til Beckton

Der er en yderligere shuttleforbindelse fra Canning Town til Prince Regent, som kører når der er udstillinger i ExCeL, for at fordoble den normale betjening. Disse tog vender i det østgående perronspor på Canning Town og på en transversal på det højeste punkt, hvor banen krydser Connaught Crossing-vejbro mellem Prince Regent og Royal Albert Stationer.
På andre stationer skifter tog retning i endesporet, bortset fra på Bank, hvor der er et udtræksspor bag stationen. Nogle myldretidstog på Stratford-banen vender tilbage på Crossharbour frem for at fortsætte til Lewisham. Der er også lejlighedsvist tog fra Tower Gateway til Crossharbour og Lewisham. Tog standser på alle stationer på sin rute med udtagelse af myldretidstogene fra Westferry til Canary Wharf. Disse tog standser ikke på West India Quay, da de ledes af et andet spor for at undgå konflikter i udfletningen. Under den betydelige række af længerevarende arbejder for diverse DLR-forlængelsesprojekter kan en række af andre ruter blive trafikeret i weekender, såsom Beckton til Lewisham, hvis Bank-grenen er lukket.
De nordlige, sydlige og sydøstlige grene ender på fjerntogssstationer på Stratford, Stratford International, Lewisham og Woolwich Arsenal. Andre direkte knudepunkter mellem DLR og National Rail findes på Limehouse, Greenwich og West Ham.

### Stationer
De fleste DLR-stationer er højtliggende, mens andre er i gadeniveau, i en afgravning eller underjordiske. Adgang til perronerne er primært gennem trapper og elevatorer, selvom der er rulletrapper på nogle stationer. Fra begyndelsen har netværket været fuldt tilgængelig for kørestolsbrugere. Der blev sat fokus på hurtig og effektiv adgang for alle passagerer. Stationerne har høje perroner, der matcher vognenes gulvhøjde, hvilket giver nem adgang for passagerer med kørestole eller klapvogne.
De fleste stationer er i et modulopbygget design, der dater sig tilbage til det oprindelige system, som er blevet forlænget og forbedret gennem årene. Dette design har to sideperroner, hver med separat adgang fra gaden, og halvtage med et karakteristisk rundet tagdesign. Stationerne er ubemandede, bortset fra de underjordiske stationer på Bank, Island Gardens, Cutty Sark og Woolwich Arsenal (af sikkerhedshensyn), nogle få af de travle knudepunktstationer og City Airport, der har et bemandet billetkontor for at servicere passagerer, der er ukendte med systemet. Canning Town, knudepunkt med forbindelse til Jubilee line, og messecenterstationerne på Custom House og Prince Regent, er normalt bemandet på perronerne, når der er en signifikant udstilling i ExCeL-messecenteret.
Den 3. juli 2007 lancerede DLR officielt at kunstprogram (kaldet DLR Art), magen til det der findes i London Underground (Art on the Underground). Alan Williams blev udpeget til at producere det første midlertidige værk, kaldet "Sidetrack", som forestiller ordinære og ekstraordinære steder i systemet, der ofte er ukendte for passagerer, hvilket blev vist gennem netværket.

### Takster og billettering
Billettering på DLR er en del af Londons takstzonesystem, og Travelcards, der dækker de korrekte zoner er gyldige. Der findes også éndags- og sæsonbilletter ("Rover"-billetter), som kun er gyldige på DLR, samt éndagsbilletter ("Rail and River Rover"-billetter) til brug på DLR og City Cruises-flodbåder. Oyster cards kan også benyttes. Passagerer skal både tjekke in og ud på læserne på perronerne eller passere gennem billetbommene. Billetter skal købes fra billetautomaterne ved indgangen til perronerne, og er påkrævet før passagererne entrerer perronerne. Der er ingen billetbomme på stationerne kun med DLR, og korrekt billettering håndhæves ved stikprøvekontroller af PSA'erne. Der er billetbomme på Bank, Canning Town, Woolwich Arsenal og Stratford, hvor DLR-perronerne er indenfor bommene for London Underground- eller National Rail-stationen.
Selvom Oyster cards er TfL's foretrukne billetteringsmetode på DLR, er der nogle besværligheder ved implementering sammenlignet med i The Underground. Stationerne er simple og de fleste har ikke billetbomme.

### Benyttelse
DLR benyttes nu af op mod 100.000 personer hver dag. I det første år efter lanceringen var det årlige passagertal på 17 millioner. I 2009 var dette forøget til 64 millioner. Mens de første fem år var plaget af upålidelighed og driftsproblemer, er systemet nu blevet meget pålideligt. I 2008 var 87% af indbyggerne i North Woolwich for DLR.
Det parlamentariske transportudvalg har revideret letbaner. Grundet DLR's succes har der været forslag for lignende systemer andre steder. North and West London Light Railway er en af disse planer for en orbital jernbane, der betjener den anden side af London.
Docklands Light Railway har været vellykket, ligesom andre letbanesystemer anlagt i de seneste år. DLR er dog blevet kritiseret for at været blevet designet med utilstrækkelig kapacitet til at møde efterspørgslen, som hurtigt steg. Efterspørgselsniveauet var undervurderet. I 1989 blev sådanne en kritik rettet mod GEC, en stor entreprenør i anlægget af DLR.
Selvom DLR hævdes at være meget tilgængelig, er de eneste cykler, som tillades, de sammenfoldelige. I en hændelse nægtede en stationsbestyrer et tog at køre, før adskillige triatleter havde forladt køretøjet. DLR siger, at dette skyldes at evakuering af et tog skal ske, hvis det er nødvendigt, og cyklerne vil forsinke dette. DLR-vognene er ikke designet med tanke på cykler – hvis de var tilladt, ville de spærre døre og nødudgange.

### Rullende materiel
DLR opereres af elektriske togsæt med højt gulv og leddelte vogne. Hver vogn har to dobbeltdøre på hver side, og et tog udgøres af to eller tre vogne. Der er intet førerhus, da normal drift er automatisk. I stedet har vognene en lille førerkonsol (skjult bag et aflåst panel i hver vognende) hvorfra PSA'en (Passenger Service Agent) kan køre vognen. Konsoller ved hver døråbning giver PSA'en mulighed for at kontrollere dørlukninger og lave højtalerudkald, mens han patruljerer toget. Da der ikke er nogen førerplads er har endevognene en forrude, der giver et usædvanligt udsyn for passagererne forud (eller bagud), ligesom det er tilfældet i Københavns Metro. Det nuværende materiel har en tophastighed på 100 km/t.
På trods af sine høje gulve og automatiske drift, stammer vognene fra et tysk letbanedesign, tiltænkt brug i systemer med kørsel i delt tracé. Alle systemets vogne til dato er ens af udseende, men der har været flere forskellige typer – nogle er stadig i brug, mens andre er solgt til andre operatører. Nye enheder (B2007) blev købt fra Bombardier i 2005 og leveret mellem 2007 og 2010.
Der er to drifts- og vedligeholdelsesdepoter. Det første blev bygget ved Poplar, men er nu sekundært til det større sted ved Beckton, der er bygget på grunden for det tidligere Beckton Gas Works i 1996. Rullende materiel opbevares på begge adresser, som har vedligeholdelsesværksteder og omfattende udendørs opstablingsspor. Poplar-depotet, der også er driftshovedkvarteret for DLR Limited og Serco Docklands, har diesellokomotiver, der benyttes ved sporvedligeholdelse. Poplar Depot ligger langs nordsiden af Stratford-banen, øst for stationen, mens Beckton Depot er øst for banen på et langt sidespor nordøst for Gallions Reach Station.

### Signalteknologi
Oprindeligt benyttede DLR signalering baseret på teknologi med faste blokke, udviklet af GEC-General Signal og General Railway Signal. Dette blev erstattet med TBTC-systemet (Transmission Based Train Control) med flydende blokke, udviklet af Alcatel, kaldet SelTrac. SelTrac-system blev købt af Thales i 2007 og nuværende opdateringer leveres af Thales Rail Signalling Solutions. Samme teknologi er benyttet i andre metrosystemer, inklusive Vancouvers SkyTrain, Torontos SRT, San Francisco Municipal Railway (MUNI) og Hong Kongs MTR. I øjeblikket udrulles SelTrac S40-systemet på Jubilee line og Northern line i London Underground. Transmission foregår gennem et induktivt kabelloop mellem hvert togs On-Board Controller og kontrolcenteret ved Poplar. Hvis denne forbindelse afbrydes, nødbremser toget og standser indtil det autorises til at bevæge sig igen. Hvis hele systemet bryder ned kan toget køres manuelt ved kun 19 km/t indtil systemet er oppe igen og forbindelsen er genskabt. Nødbremser aktiveres også, hvis toget bryder hastighedsgrænsen under manuel kontrol eller kører forbi et fast standsningssted, eller hvis toget forlader stationen mens togvejen ikke er blevet sat.

## Igangværende udvikling
Med byudviklingen i det østlige Docklands som en del af Thames Gateway-initiativet og Londons vellykkede bud på Sommer-OL 2012 er adskillige forlængelser og forbedringer under anlæg, planlægning eller diskussion.

### Opgradering af hele systemet til trevognstog
Status – Færdigt
Kapaciteten i hele systemet er blevet forøget ved at opgradere det til at håndtere trevognstog. Alternativet med oftere tog blev afvist, da de nødvendige ændringer i signalsystemet ikke ville koste mindre end at opgradere til længere tog og med færre fordele. Jernbanen blev oprindeligt bygget for drift med enkeltvogne, og opgraderingen krævede både forstærkning af viadukter til at håndtere de tungere, længere tog og forlængelse af mange perroner. De seneste forlængelser var dog allerede bygget til at håndtere trevognstog. Der er blevet foreslået, at den ekstra kapacitet vil være nyttig under Sommer-OL 2012, der forventes at øge brugen af Londons transportnetværk. Taylor Woodrow blev valgt som hovedentreprenør, til at udføre udvidelserne og ændringerne på DLR-netværket.
Nogle få stationer (Elverson Road, Pudding Mill Lane (en perron mod Stratford), Royal Albert, Gallions Reach og Cutty Sark) er ikke blevet forlænget til at modtage trevognstog – i nogle tilfælde var forlængelse umuligt. Selektiv dørbetjening vil blive benyttet i stedet, med nødfortov for tilfælde, hvor en dør ikke forbliver lukket. Fx er Cutty Sark Station underjordisk, og både omkostninger og risikoen for de nærliggende historiske bygninger forhindrer perronudvidelse. Tunnelen der, blev bygget med et nødfortov gennem hele sin længde. Yderligere arbejder, udover de nødvendige for håndtering af trevognstog, er blevet udført på nogle stationer. Dette indebærer udskiftning af halvtag med nogle mere omfattende langs hele perronlængden. En ny South Quay Station er blevet bygget 200 m øst for den tidligere beliggenhed, da nærliggende kurver udelukkede forlængelse. Mudchute har nu en tredje perron og alle sine perroner har halvtag i hele perronlængden. Tower Gateway blev lukket indtil marts 2009 og genåbnede med et enkelt endespor til tre vogne med to perroner – en side for ombordstigning og den anden for udstigning.
For denne opgradering købte DLR yderligere 31 vogne, som er kompatible med det eksisterende rullende materielt, for at møde efterspørgslen for flere togsæt. Arbejderne blev oprindeligt planlagt som tre separate faser: Bank-Lewisham, Poplar-Stratford og endeligt Beckton-grenen. Den oprindelige byggekontrakt til £200 mio. blev tildelt den 3. maj 2007. Arbejdet begyndte i 2007 og Bank-Lewisham-fasen skulle oprindeligt være fuldført i 2009. Arbejdsprogrammet for de første to faser blev dog samlet og infrastrukturarbejdet var fuldført ultimo januar 2010. Lewisham-Bank-rute kører nu trevognstog mandag-fredag. De begyndte kørsel på Beckton-grenen den 9. maj 2011. Andre ruter vil køres med de længere tog, når efterspørgslen kræver det.

### Stratford International-forlængelse
Status – Færdigt
Forlængelsen til Stratford International Station, ved overtagelse at en del af North London Line fra Canning Town til Stratford, forbinder Docklands-området med nationale højhastighedsforbindelser på High Speed 1. Dette er en vigtig del af transportforbedringerne for Sommer-OL 2012, hvor en stor del af legene afholdes på en grund tilstødende Stratford International. Den første anlægskontrakt blev tildelt den 10. januar 2007 og anlægsarbejdet begyndte medio 2007. Åbningen var oprindeligt planlagt til medio 2010, men banen åbnede for offentlig drift den 31. august 2011.
Stationsnavne i fed er tidligere North London Line-stationer.
Nye stationer for DLR er:
- Canning Town
- Star Lane
- West Ham
- Abbey Road
- Stratford High Street (på grunden for den tidligere Stratford Market)
- Stratford nedre niveau
- Stratford International

Fra Canning Town til Stratford nedre niveau går Stratford International-forlængelsen parallelt med London Undergrounds Jubilee line. Så vel som at yde skiftemulighed med de tilstødende Jubilee line-stationer, er der yderligere DLR-stationer på Star Lane, Abbey Road og Stratford High Street.
På Stratford er nye perroner blevet bygget for North London Line på et nyt sted i stationens nordlige ende. De gamle perroner (tidligere spor 1 og 2) tilstødende Jubilee line er blevet ombygget for DLR og er omnummereret spor 16 (mod Stratford International) og 17 (mod Beckton/Woolwich Arsenal). Skifte mellem Stratford International-grenen og DLR-tog via Poplar vil være mulig, selvom deres perroner er fuldstændigt adskilte og på forskellige niveauer. Der er ingen fysisk forbindelse mellem de to grene. Som en del af en Transport & Works Act (TWA)-ansøgning er Royal Victoria Station på Beckton-grenen blevet forlænget til at håndtere trevognstog, med et sidespor, der gør det muligt for tog at vende her, ved at bruge frigjorde arealer fra lukningen af denne del af den parallelle North London Line. En delvist niveaufri udfletning er blevet bygget syd for Canning Town, for at forhindre konfliktende bevægelser mellem den eksisterende Bank-gren og Stratford International-grenen til og fra Beckton- og Woolwich Arsenal-grenene.

### Flytning af Pudding Mill Lane Station
Status – Under anlæg
Når Crossrail er anlagt, vil en af dens tunnelportaler være, hvor Pudding Mill Lane Station i dag er beliggende. Som konsekvens heraf er arbejdet med en sydlig forlægning af DLR mellem City Mill-floden og Lea-floden til en nye viadukt påbegyndt. Dette vil indebære en erstatningsstation. Den nuværende station er beliggende på systemets eneste signifikante strækning med enkeltspor, mellem Bow Church og Stratford. Muligheden er der nu for at fordoble sporet her for forbedring af kapaciteten, selvom der ikke er vedtaget noget arbejde bag den forlagte strækning i Crossrailloven.

## Foreslået udvikling

### Dagenham Dock-forlængelse
Status – Endnu ikke finansieret
Denne foreslåede forlængelse fra Gallions Reach til Dagenham Dock via flodbredden ved Barking vil forbinde Barking Reach-området, et tidligere industriområde, som nu skal gennemgå en større byudvikling, som en del af London Riverside sammen med Docklands. Den vil dække store udviklingsprojekter ved Creekmouth, Barking Riverside, Dagenham Dock Opportunity Area, og fem stationer er planlagt: Beckton Riverside, Creekmouth, Barking Riverside, Goresbrook (tidligere Dagenham Vale) og Dagenham Dock. Forlængelsen er nøglen for at English Partnerships' plan udføres. Som vist i DLR's første høringsnotat, er der forslag for forlængelse af DLR endnu længere end Dagenham Dock, muligvis til Dagenham Heathway eller Rainham, eller endda til den anden side af Themsen igen, inklusive en eller to helt nye stationer ved Thamesmead, hvilket området virkelig behøver, og herefter videre til Abbey Wood for North Kent Line-tog til Dartford og Medwaybyerne, så vel som, for fremtidige Crossrail-forbindelser.
Anlægget blev ikke forventet påbegyndt før 2013, og det tidligst forventede afslutningstidpunkt var 2017. Den finansielle nedtur har dog medført, at TfL har anmodet om et udsættelse af den offentlige høring, mens finansiering blev klarlagt. Eftersom formålet for forlængelsen er at betjene endnu ubyggede boliger, er det blevet meget vanskeligt at opstille tidsfrister for dette projekt. Projekt er blevet reporteret som værende blevet annulleret af Borgmesteren i London Boris Johnson, som en omkostningsbesparende foranstaltning, selvom der har været krav for at dette genovervejes, da forlængelsen bliver anset af Barking og Dagenham Bydelsråd, som essentiel for regenerering af området.
I oktober 2009 er planen tilsyneladende igen taget under betragtning. Borgmesterens transportstrategi fastslår, at borgmesteren (gennem Transport for London) vil undersøge rentabiliteten af forlængelsen til Dagenham Dock, som en del af boligforslagene for Barking Riverside.

### Thames Wharf Station
Status – I bero
Denne station har været inkluderet som mulig fremtidig udvikling af London City Airport-forlængelsen siden den blev planlagt. Den vil ligge mellem Canning Town og West Silvertown, lige vest for den vestlige ende af Royal Victoria Dock. Siden stationens forventede formål er at betjene det omliggende område (i øjeblikket en blanding af forladte og nedslidte industrigrunde), når der er byfornyet, er projektet sat i bero på ubestemt tid, grundet området er blevet reserveret til Silvertown Link, en ny krydsning af Themsen, som er blevet foreslået, men endnu ikke har nogen tidsplan for gennemførelse.

### Connaught Road/Silvertown Interchange Station
Status – Foreslået
En grund nær London City Airport er blevet udset for en mulig ekstra station på London City Airport-grenen. Connaughttunnelen er her, og vil igen blive benyttet, når noget af den tidligere Custom House-til-North Woolwich-sektion af Eastern Counties and Thames Junction Railway overtages af Crossrail. Der er dog ikke opstået nogle planer for hvis eller hvornår en station måske kan blive bygget her, selvom den oprindelige forlængelse blev designet til at tillade dette. Den vil muligvis blive beliggende syd for Connaught Crossing.

### Victoria/Charing Cross-forlængelse
Status – Foreslået – 2006
I februar 2006 blev et forslag om at forlænge DLR til Charing Cross Station fra Bank-DLR-gren afsløret. Idéen, der stammer fra en fremtidsundersøgelse af DLR, er i øjeblikket i en meget tidlig fase, men vil involvere forlængelse af banen fra Bank i borede tunneler under det centrale London til Charing Cross' Jubilee line-perroner, som igen vil bruges af offentligheden. Disse perroner er nu på et sidespor fra den nuværende Jubilee line og benyttes ikke af passagertog. Det er sidenhen blevet afsløret, at en foreslået rute så langt som til Victoria Station vil blive undersøgt.
Selvom det ikke er bekræftet, er det muligt at programmet også vil benytte de eksisterende "overrun"-tunneler mellem Charing Cross Jubilee-perroner og et sted lidt vest for Aldwych. Disse tunneler var tiltænkt at blive indlemmet i den annullerede anden etape af Fleet Line (første etape blev den oprindelige del af Jubilee line, før dennes forlængelse). De vil dog kræve en forstørrelse, da DLR's profil er større end tube-profilet og nuværende sikkerhedsbestemmelser kræver et nødfortov i tunnelen.
To grunde, som driver dette forslag, er kapacitetsproblemer på Bank, da der faktisk kun er en skiftemulighed mellem DLR og den centrale del af The Underground, og de besværlige rejser passagerer fra Kent og Sydkysten skal på mellem deres jernbaneterminal og DLR. Mellemliggende stationer vil findes på Ludgate Circus og Aldwych, som var tiltænkt en fremtidig forbindelse med den foreslåede, men nu droppede, Cross River Tram.

### Euston/King's Cross-forlængelse
Status – Foreslået
Under den seneste fremtidsundersøgelse overvejes en mulig forlængelse fra Bank mod Euston eller King's Cross. Den primære fordel af en sådan forlængelse vil være udvidelsen af tilgængelige direkte transportforbindelser til Canary Wharf-grunden. Den vil skave en ny åre i det centrale London og medhjælpe en aflastning af Northern og Circle lines. Der findes ingen officielle planer for mulige stationer bortset fra mod Farringdon, muligvis ved brug af noget benyttet Thameslink-infrastruktur.

### Lewisham-til-Catford-forlængelse
Status – Foreslået – 2006
Denne mulige forlængelse blev overvejet i den seneste fremtidsundersøgelse. Ruten vil følge Southeastern-banen og ende mellem Catford og Catford Bridge Stationer. Den er blevet set som et løft for området, ligesom den nuværende endestation i Lewisham, som blev bygget i en tidligere forlængelse, er. Tidlige planer viste dog, at da Lewisham DLR-station kun er marginalt lavere end den travle vej, A20, bliver enhver forlængelse vanskeliggjort. Planen er dog blevet revideret. Da Lewisham-forlængelsen blev fuldendt i sin tid, var der forslag om at fortsætte videre til Beckenham, for at forbinde den med Tramlink-systemet. Måden, som Lewisham DLR blev bygget på, har dog vanskeliggjort denne mulige forlængelse, og den vil være bekostelig at ombygge.

## Ulykker og hændelser

### Forbikørsel af sporstopper
Den 10. marts 1987, før jernbanen åbnede, kørte et testtog gennem sporstopperen på den oprindelige højtliggende endestation, Island Gardens Station, og blev efterladt hængende fra enden af det hævede spor. Ulykken skete under uautoriserede tests, der blev udført før ulykkesforhindrende modifikationer blev installeret. Toget blev kørt manuelt på dette tidspunkt.

### Kollision på West India Quay-broen
Den 22. april 1991 kolliderede to tog ved en udfletning på West India Quay-broen under morgenmyldretiden, hvilket krævede en lukning af hele systemet og evakuering af de involverede passagerer med stige. Et af de to tog kørte automatisk uden en fører, mens det andet var under manuel kontrol.

### Bombning ved South Quay
Den 9. februar 1996 eksploderede Provisional Irish Republican Army en lastbil under en bro nær South Quay, hvilket dræbte to personer og kvæstede mange andre. Dette antal ville have været højere, hvis der ikke havde været en varsel af angrebet. Eksplosionen ødelagde for £85 mio. og markerede en slutning på IRA's våbenhvile. Der blev forårsaget betydeligt forstyrrelser til DLR-betjeninger, og et tog blev efterladt strandet på Island Gardens Station, ude af stand til at køre før sporet var genopbygget.

## Forvaltning
DLR ejes af DLR Limited (DLRL), en del af London Rail-området i TfL, der også bestyrer London Overground, London Tramlink og Crossrail. DLRL tildelte koncessionen for drift af jernbanen første gang i 1997 til Serco Docklands Ltd, en fælles organisation af det tidligere DLR-bestyrerhold og Serco Group. Serco opkøbte aktierne i den tidligere DLR-bestyrer og har vundet alle efterfølgende kontrakter selv, hvor den seneste var en syv års kontrakt, udloddet i maj 2006. Tre nyere forlængelser, Lewisham, City Airport og Woolwich Arsenal, er også blevet projekteret, finansieret, bygget og nu vedligeholdt af private selskaber: City Greenwich Lewisham (CGL) Rail, City Airport Rail Enterprises (CARE) og Woolwich Arsenal Rail Enterprises (WARE).
Før 1997 var DLR et helt ejet datterselskab til London Regional Transport. I 1992 blev det overdraget til London Docklands Development Corporation, sponsoreret af Miljøministeriet. I 1994 blev det offentliggjort, at DLR ville blive privatiseret, hvilket førte til koncessionen, der tilfaldt Serco i 1997.